# Neđad Botonjič
Neđad Botonjič (* 25. August 1977; † 7. Februar 2005) war ein slowenischer Fußballspieler.
Botonjič stand während seiner Laufbahn bei verschiedenen slowenischen Erstligisten unter Vertrag, darunter NK Mura, NK Dravograd und HIT Gorica. Seit 2003 stand er im Tor des Klubs NK Ljubljana.
Am Abend des 7. Februar 2005 brach Botonjič im Training nach einem Herzinfarkt zusammen. Trotz sofort eingeleiteter Hilfsmaßnahmen konnte er nicht wiederbelebt werden.